# Sóc Trăng (thành phố)
Sóc Trăng là thành phố tỉnh lỵ cũ của tỉnh Sóc Trăng cũ, Việt Nam.

## Địa lý
Thành phố Sóc Trăng nằm ở vị trí trung tâm tỉnh Sóc Trăng, cách Thành phố Hồ Chí Minh khoảng 218 km về phía nam và cách thành phố Cần Thơ khoảng 62 km về phía nam, có vị trí địa lý: 
- Phía đông và phía bắc giáp huyện Long Phú
- Phía tây giáp huyện Châu Thành và huyện Mỹ Tú
- Phía nam giáp huyện Mỹ Xuyên và huyện Trần Đề.

### Khí hậu
| Dữ liệu khí hậu của Sóc Trăng                                | Dữ liệu khí hậu của Sóc Trăng | Dữ liệu khí hậu của Sóc Trăng | Dữ liệu khí hậu của Sóc Trăng | Dữ liệu khí hậu của Sóc Trăng | Dữ liệu khí hậu của Sóc Trăng | Dữ liệu khí hậu của Sóc Trăng | Dữ liệu khí hậu của Sóc Trăng | Dữ liệu khí hậu của Sóc Trăng | Dữ liệu khí hậu của Sóc Trăng | Dữ liệu khí hậu của Sóc Trăng | Dữ liệu khí hậu của Sóc Trăng | Dữ liệu khí hậu của Sóc Trăng | Dữ liệu khí hậu của Sóc Trăng |
| Tháng                                                        | 1                             | 2                             | 3                             | 4                             | 5                             | 6                             | 7                             | 8                             | 9                             | 10                            | 11                            | 12                            | Năm                           |
| ------------------------------------------------------------ | ----------------------------- | ----------------------------- | ----------------------------- | ----------------------------- | ----------------------------- | ----------------------------- | ----------------------------- | ----------------------------- | ----------------------------- | ----------------------------- | ----------------------------- | ----------------------------- | ----------------------------- |
| Cao kỉ lục °C (°F)                                           | 35.3 (95.5)                   | 35.6 (96.1)                   | 36.7 (98.1)                   | 37.1 (98.8)                   | 37.8 (100.0)                  | 35.5 (95.9)                   | 34.5 (94.1)                   | 34.0 (93.2)                   | 34.5 (94.1)                   | 33.8 (92.8)                   | 32.9 (91.2)                   | 32.5 (90.5)                   | 37.8 (100.0)                  |
| Trung bình ngày tối đa °C (°F)                               | 30.3 (86.5)                   | 31.2 (88.2)                   | 32.7 (90.9)                   | 33.9 (93.0)                   | 32.9 (91.2)                   | 31.6 (88.9)                   | 31.1 (88.0)                   | 30.7 (87.3)                   | 30.7 (87.3)                   | 30.6 (87.1)                   | 30.3 (86.5)                   | 29.6 (85.3)                   | 31.3 (88.3)                   |
| Trung bình ngày °C (°F)                                      | 25.3 (77.5)                   | 25.9 (78.6)                   | 27.3 (81.1)                   | 28.5 (83.3)                   | 28.0 (82.4)                   | 27.3 (81.1)                   | 27.1 (80.8)                   | 26.9 (80.4)                   | 26.8 (80.2)                   | 26.7 (80.1)                   | 26.4 (79.5)                   | 25.5 (77.9)                   | 26.8 (80.2)                   |
| Tối thiểu trung bình ngày °C (°F)                            | 22.0 (71.6)                   | 22.4 (72.3)                   | 23.4 (74.1)                   | 24.6 (76.3)                   | 24.7 (76.5)                   | 24.6 (76.3)                   | 24.4 (75.9)                   | 24.3 (75.7)                   | 24.3 (75.7)                   | 24.3 (75.7)                   | 23.8 (74.8)                   | 22.4 (72.3)                   | 23.8 (74.8)                   |
| Thấp kỉ lục °C (°F)                                          | 13.9 (57.0)                   | 13.1 (55.6)                   | 16.9 (62.4)                   | 18.8 (65.8)                   | 19.5 (67.1)                   | 21.8 (71.2)                   | 21.3 (70.3)                   | 21.3 (70.3)                   | 19.5 (67.1)                   | 15.7 (60.3)                   | 18.0 (64.4)                   | 13.0 (55.4)                   | 13.0 (55.4)                   |
| Lượng Giáng thủy trung bình mm (inches)                      | 5 (0.2)                       | 3 (0.1)                       | 11 (0.4)                      | 64 (2.5)                      | 231 (9.1)                     | 277 (10.9)                    | 267 (10.5)                    | 299 (11.8)                    | 287 (11.3)                    | 314 (12.4)                    | 135 (5.3)                     | 34 (1.3)                      | 1.926 (75.8)                  |
| Số ngày giáng thủy trung bình                                | 1.4                           | 0.8                           | 1.6                           | 6.5                           | 18.4                          | 22.8                          | 23.2                          | 23.7                          | 24.3                          | 22.3                          | 11.4                          | 5.7                           | 162.1                         |
| Độ ẩm tương đối trung bình (%)                               | 78.8                          | 77.5                          | 75.9                          | 77.5                          | 84.2                          | 86.8                          | 87.2                          | 87.7                          | 88.5                          | 87.9                          | 85.2                          | 82.0                          | 83.2                          |
| Số giờ nắng trung bình tháng                                 | 248                           | 252                           | 276                           | 249                           | 190                           | 156                           | 172                           | 161                           | 149                           | 162                           | 199                           | 209                           | 2.423                         |
| Nguồn: Vietnam Institute for Building Science and Technology |                               |                               |                               |                               |                               |                               |                               |                               |                               |                               |                               |                               |                               |

## Hành chính
Thành phố Sóc Trăng có 9 đơn vị hành chính cấp xã trực thuộc, bao gồm 9 phường: 1, 2, 3, 4, 5, 6, 7, 8, 10.
| Phường 10 Phường 3 Phường 1 Phường 4 Phường 8 Phường 5 Phường 6 Phường 7 Phường 2 Bản đồ hành chính thành phố Sóc Trăng, tỉnh Sóc Trăng |

## Lịch sử
Ngày 20 tháng 12 năm 1899, Toàn quyền Đông Dương ban hành Nghị định về việc đổi tất cả các hạt tham biện thành tỉnh thì từ ngày 1 tháng 1 năm 1900 hạt tham biện Sóc Trăng trở thành tỉnh Sóc Trăng. Tỉnh lỵ Sóc Trăng đặt tại làng Khánh Hưng, tổng Nhiêu Khánh, quận Châu Thành, tỉnh Sóc Trăng.
Ban đầu, chính quyền Quốc gia Việt Nam và sau đó là Việt Nam Cộng hòa vẫn duy trì tên gọi tỉnh Sóc Trăng và tỉnh lỵ Sóc Trăng như thời Pháp thuộc. Sau năm 1956, các làng gọi là xã.
Tháng 2 năm 1950, Đảng bộ tỉnh Sóc Trăng ban hành Nghị quyết về việc chính thức thành lập đơn vị hành chính thị xã Sóc Trăng.
Ngày 6 tháng 11 năm 1953, Tỉnh ủy Sóc Trăng ban hành Nghị quyết về việc phân chia lại ranh giới thị xã Sóc Trăng như sau:
- Đường xuyên tâm thị xã bắt đầu từ Nhị tỷ Tiểu (đường Nhà thờ) đến Sân bay Sóc Trăng
- Từ trung tâm ra tới Cầu Đen (Lộ Đông Dương).
- Từ trung tâm ra đến Ngã Ba Ông Quần (ngang với bến xe Cần Thơ cũ).
- Từ trung tâm ra đến Cầu Xéo (đường đi Long Phú) nay là đường Phạm Hùng.
- Từ trung tâm ra đến Xóm Rẫy (đường đi Bãi Xâu dưới).
- Từ trung tâm ra đến Nhị tỷ Quảng Đông (đường đi Bãi Xâu trên).

Ngày 22 tháng 10 năm 1956, Tổng thống Việt Nam Cộng hòa Ngô Đình Diệm ban hành Sắc lệnh số 143-NV về việc:
- Thành lập tỉnh Ba Xuyên trên cơ sở hợp nhất tỉnh Bạc Liêu và tỉnh Sóc Trăng trước đó.
- Tỉnh lỵ tỉnh Ba Xuyên đặt tại Sóc Trăng nhưng lúc này lại đổi tên là Khánh Hưng do nằm trong địa bàn xã Khánh Hưng thuộc quận Châu Thành (sau đó là quận Mỹ Xuyên).

Tuy nhiên, chính quyền Mặt trận Dân tộc Giải phóng Miền Nam Việt Nam và sau này là Chính phủ Cách mạng lâm thời Cộng hòa Miền Nam Việt Nam cùng với Việt Nam Dân chủ Cộng hòa không công nhận tên gọi tỉnh Ba Xuyên mà vẫn gọi theo tên cũ là tỉnh Sóc Trăng. Bên cạnh đó, chính quyền Cách mạng cũng thành lập và duy trì tên gọi thị xã Sóc Trăng thuộc tỉnh Sóc Trăng trong suốt giai đoạn 1956–1976. Địa bàn thị xã Sóc Trăng khi đó tương ứng với xã Khánh Hưng thuộc quận Mỹ Xuyên, tỉnh Ba Xuyên của chính quyền Việt Nam Cộng hòa.
Tháng 2 năm 1961, Tỉnh ủy Sóc Trăng ban hành Nghị quyết về việc phân chia hành chính thị xã Sóc Trăng như sau:
- Sáp nhập xã Tân Thạnh thuộc huyện Long Phú và xã An Ninh thuộc huyện Châu Thành về thị xã Sóc Trăng quản lý.
- Chia xã Khánh Hưng thành 2 khu:
  - Khu nội ô gồm các ấp: Khánh Tâm 1, Khánh Tâm 2, Khánh Hùng, Khánh Diệu 1, Khánh Diệu 2, Khánh Quang, Khánh Thành, Khánh Sơn, Khánh Bạch.
  - Khu ngoại ô gồm các ấp: Lền Kia, Kho Dầu, Kinh Xáng.
- Xã Chung Đôn gồm các ấp: Đô, Chùa, Sinh Tang Lớn, Sinh Tang Nhỏ, Giống, Giữa.
- Xã An Ninh gồm các ấp: An Tập, Hòa Long, Hỏa Quới, Bưng Tróp, An Trạch.
- Xã Tân Thạnh gồm các ấp: Bưng Tra, Cái Xe, Cái Đường, Cái Quanh, Sung Đinh 1, Sung Đinh 2.
- Chuyển xã Mỹ Xuyên thuộc thị xã Sóc Trăng về huyện Mỹ Xuyên mới thành lập quản lý.

Năm 1970, xã Khánh Hưng có diện tích 46,3 km², dân số 64.433 người.
Năm 1972, xã Khánh Hưng có dân số 70.113 người, bao gồm 18 ấp trực thuộc: Khánh Bình, Khánh Thành, Khánh Bạch, Khánh Vĩnh, Khánh Diệu, Khánh Tâm, Khánh Hùng, Khánh Hòa, Khánh Quang, Khánh Sơn, Nhà Việc, Giồng, Chông Chát, Kho Dầu, Sung Đinh 1, Sung Đinh 2, Kênh Sáng, Tự Do.
Sau ngày 30 tháng 4 năm 1975, chính quyền quân quản Cộng hòa miền Nam Việt Nam ban đầu vẫn đặt thị xã Sóc Trăng thuộc tỉnh Sóc Trăng cho đến đầu năm 1976.
Tháng 5 năm 1975, thị xã Sóc Trăng có diện tích 46 km², dân số là 89.413 người.
Tháng 7 năm 1975, Đảng bộ thị xã Sóc Trăng ban hành Nghị quyết về việc:
- Khu vực I gồm các ấp Khánh Tâm 1, Khánh Tâm 2, Khánh Hùng, Khánh Hòa.
- Khu vực II gồm các ấp: Khánh Diệu 1, Khánh Diệu 2, Kho dầu, Khánh Sơn, Kinh Xáng, ngã tư Cột Lồng Đèn, Sung Đinh 1, Sung Đinh 2,...
- Khu vực III gồm các ấp: Khánh Bình, Khánh Thành, Khánh Vĩnh, Khánh Bạch và các ấp ven giồng: Chung Đôn, Chống Chất, Xình Tang,...

Ngày 20 tháng 9 năm 1975, Bộ Chính trị ban hành Nghị quyết số 245-NQ/TW về việc hợp nhất tỉnh Cần Thơ (ngoại trừ huyện Thốt Nốt), tỉnh Sóc Trăng tỉnh Trà Vinh, tỉnh Vĩnh Long thành một tỉnh, tên gọi tỉnh mới cùng với nơi đặt tỉnh lỵ sẽ do địa phương đề nghị lên.
Ngày 20 tháng 12 năm 1975, Bộ Chính trị ban hành Nghị quyết số 19/NQ về việc hợp nhất tỉnh Cần Thơ (bao gồm cả huyện Thốt Nốt của tỉnh Long Xuyên), tỉnh Sóc Trăng thành một tỉnh mới, tên gọi tỉnh mới cùng với nơi đặt tỉnh lỵ sẽ do địa phương đề nghị lên.
Ngày 24 tháng 2 năm 1976, Chính phủ Cách mạng lâm thời Cộng hòa miền Nam Việt Nam ban hành Nghị định số 3/NQ/1976 về việc hợp nhất tỉnh Cần Thơ, tỉnh Sóc Trăng và thành phố Cần Thơ thành một tỉnh mới, lấy tên là tỉnh Hậu Giang.
Ngày 24 tháng 3 năm 1976, Chính phủ Việt Nam ban hành Quyết định số 17/QĐ-76 về việc hợp nhất ba đơn vị hành chính cấp tỉnh ngang bằng nhau là tỉnh Sóc Trăng, tỉnh Cần Thơ và thành phố Cần Thơ để thành lập một tỉnh mới và mang tên là tỉnh Hậu Giang.
Tháng 3 năm 1976, thành lập 6 phường: 1, 2, 3, 4, 5, 6 thuộc thị xã Sóc Trăng với 39 khóm.
Thị xã Sóc Trăng lúc này thuộc tỉnh Hậu Giang, ban đầu, thị xã Sóc Trăng có 6 phường trực thuộc, bao gồm 6 phường: 1, 2, 3, 4, 5, 6.
Ngày 26 tháng 12 năm 1991, Quốc hội ban hành Nghị quyết về việc chia tỉnh Hậu Giang thành tỉnh Cần Thơ và tỉnh Sóc Trăng. Thị xã Sóc Trăng đóng vai trò là tỉnh lỵ tỉnh Sóc Trăng.
Ngày 30 tháng 10 năm 1995, Chính phủ ban hành Nghị định số 70-CP về việc:
- Thành lập Phường 7 trên cơ sở điều chỉnh một phần diện tích tự nhiên và dân số của 2 xã: An Hiệp và An Ninh của huyện Mỹ Tú.
- Thành lập Phường 8 trên cơ sở điều chỉnh một phần diện tích tự nhiên và dân số của Phường 5 và xã Tân Thạnh thuộc huyện Long Phú.
- Thành lập Phường 9 trên cơ sở điều chỉnh một phần diện tích tự nhiên và dân số của Phường 4.
- Thành lập Phường 10 trên cơ sở điều chỉnh một phần diện tích tự nhiên và dân số của Phường 3 và xã Đại Tâm thuộc huyện Mỹ Xuyên.

Thị xã Sóc Trăng có 10 phường: 1, 2, 3, 4, 5, 6, 7, 8, 9, 10.
Ngày 2 tháng 11 năm 2005, Bộ Xây dựng ban hành Quyết định số 1902/2005/QĐ-BXD về việc công nhận thị xã Sóc Trăng là đô thị loại III trực thuộc tỉnh Sóc Trăng.
Ngày 8 tháng 2 năm 2007, Chính phủ ban hành Nghị định số 22/2007/NĐ-CP về việc thành lập thành phố Sóc Trăng thuộc tỉnh Sóc Trăng trên cơ sở toàn bộ diện tích tự nhiên, dân số và các đơn vị hành chính trực thuộc thị xã Sóc Trăng.
Thành phố Sóc Trăng có 7.615,22 ha diện tích tự nhiên và 173.922 nhân khẩu với 10 đơn vị hành chính trực thuộc, bao gồm 10 phường: 1, 2, 3, 4, 5, 6, 7, 8, 9, 10.
Ngày 20 tháng 4 năm 2022, Thủ tướng Chính phủ ban hành Quyết định số 496/QĐ-TTg về việc công nhận thành phố Sóc Trăng là đô thị loại II trực thuộc tỉnh Sóc Trăng.
Ngày 23 tháng 7 năm 2024, Ủy ban Thường vụ Quốc hội ban hành Nghị quyết số 1105/NQ-UBTVQH15 về việc sắp xếp đơn vị hành chính cấp xã giai đoạn 2023 – 2025 của tỉnh Sóc Trăng (nghị quyết có hiệu lực từ ngày 1 tháng 9 năm 2024). Theo đó, sáp nhập toàn bộ diện tích tự nhiên và dân số của Phường 9 vào Phường 1.
Thành phố Sóc Trăng có 9 phường: 1, 2, 3, 4, 5, 6, 7, 8, 10.
Ngày 12 tháng 6 năm 2025, Quốc hội ban hành Nghị quyết số 202/2025/QH15 về việc sắp xếp đơn vị hành chính cấp tỉnh (nghị quyết có hiệu lực từ ngày 12 tháng 6 năm 2025). Theo đó, sáp nhập tỉnh Hậu Giang và tỉnh Sóc Trăng vào thành phố Cần Thơ.
Ngày 16 tháng 6 năm 2025, Quốc hội ban hành Nghị quyết số 203/2025/QH15 về việc Sửa đổi, bổ sung một số điều của Hiến pháp nước Cộng hòa xã hội chủ nghĩa Việt Nam. Theo đó, kết thúc hoạt động của đơn vị hành chính cấp huyện trong cả nước từ ngày 1 tháng 7 năm 2025.

## Kinh tế - xã hội
Thương mại
- Các chợ như: Trung tâm thành phố Sóc Trăng (Chợ Lớn), Bông Sen, Khánh Hùng (Chuồng chó), Sung Đinh, Phường 2 (Chợ Nhỏ), Mùa Xuân.
- Các siêu thị như: Co.op Mart, Thegioididong, dienmayxanh, FPT Shop, Quang Đại, Điện máy Chợ Lớn, Vinatex Mart (đang có đề án xây dựng), Hùng Vương Plaza (đang có đề án xây dựng)
- Trung tâm thương mại: Ánh Quang Plaza, Vincom Plaza
- Ngoài ra còn hệ thống cửa hàng tiện lợi: Vinmart+, Bách Hoá Xanh.

Giáo dục
Hệ thống trường Cao đẳng – Đại học:
- Trường Đại học Nam Việt (đề án).
- Phân viện trường đại học Cần Thơ - Sóc Trăng khu V (đề án).
- Trường Cao đẳng Nghề Sóc Trăng
- Trường Cao đẳng Cộng đồng Sóc Trăng
- Trường Chính trị Tỉnh.

Hệ thống trường THPT: THPT Chuyên Nguyễn Thị Minh Khai, THPT Hoàng Diệu, THPT Thành phố Sóc Trăng, TH–THCS–THPT iSchool Sóc Trăng (Lê Lợi cũ).
Hệ thống trường THCS: THCS Lý Thường Kiệt, THCS Dương Kỳ Hiệp, THCS Lê Hồng Phong, THCS Lê Vĩnh Hòa, THCS Lê Quý Đôn, TH-THCS Dục Anh, THCS Tôn Đức Thắng.
Hệ thống trường trường Tiểu học:
- TH Lý Thường Kiệt: Đường Lý Thường Kiệt.
- TH Nguyễn Thị Minh Khai: Đường Nguyễn Thị Minh Khai.
- TH Phú Lợi: Hẻm Bưng Súc, đường Phú Lợi.
- TH Mạc Đĩnh Chi: Đường Mạc Đĩnh Chi.
- TH–THCS Dục Anh: Đường Mạc Đĩnh Chi.
- TH Kim Đồng.
- TH Hùng Vương.
- TH Phường 7.
- TH Phường 10.
- TH Trương Công Định.

### Y tế
Bệnh viện công
- Bệnh viện đa khoa như: Đa khoa tỉnh Sóc Trăng (Đường Lê Duẫn), Bệnh viện Quân Dân y Sóc Trăng (Đường Nguyễn Văn Linh).
- Bệnh viện chuyên khoa: Bệnh viện 30 - 4 (Đường 30/4), Bệnh viện Sản - Nhi Sóc Trăng (Đường Tôn Đức Thắng), Bệnh viện Mắt Sóc Trăng (Đường Lê Hồng Phong), Bệnh viện Chuyên Khoa 27 tháng 2.

Bệnh viện tư nhân
- Bệnh viện Triều Châu, Vạn Phúc (dự án)
- Bệnh viện Đa khoa Hoàng Tuấn (Đường Trần Hưng Đạo).
- Trung tâm An dưỡng Hoàng Tuấn (Đường An Dương Vương).
- Bệnh viện Quốc tế Phương Châu.

Phòng khám tư nhân
- Phòng khám Vạn Phúc
- Phòng xét nghiệm Y khoa Thắng Vân.
- Phòng khám Đa khoa Sóc Trăng.

## Dân số
Thành phố Sóc Trăng có diện tích 76,01 km², dân số năm 2017 là 135.940 người mật độ dân số đạt 1.788 người/km².
Thành phố Sóc Trăng có diện tích tự nhiên là 76,15 km² với dân số năm 2019 là 137.305 người.
Thành phố Sóc Trăng có diện tích 76,15 km², dân số năm 2022 là 229.056 người, mật độ dân số đạt 3.013 người/km².
Thành phố Sóc Trăng có diện tích 75,99 km², dân số quy đổi tính đến ngày 31/12/2022 là 160.486 người, mật độ dân số đạt 2.111 người/km².
Thành phố Sóc Trăng có diện tích 76 km², dân số quy đổi tính đến ngày 31/12/2024 là 163.735 người, mật độ dân số đạt 2.154 người/km².

## Văn hóa
Lễ hội
- Lễ hội Ooc Om Boc - Đua Ghe Ngo (Cúng trăng), được tổ chức đua ghe vào Rằm tháng 10 âm lịch hàng năm, cùng với lễ hội Loi -Pro tip - lễ hội thả đèn nước trên sông Maspero tại trung tâm thành phố Sóc Trăng. Năm 2013 là Festival đua ghe ngo đồng bằng sông Cửu Long được tổ chức 2 năm một lần. Trong quá khứ còn có lễ thả đèn gió trong Khu văn hóa Hồ Nước Ngọt nhưng nay không còn được tổ chức vì nguy cơ cháy.
- Lễ Sen Đôlta tục thờ cúng tổ tiên của người Khmer
- Lễ Chol-Chnăm-Thmây vào năm mới
- Cúng Thanh minh (tưởng nhớ người quá cố) diễn ra vào tiết tháng 3 (của người Kinh và Hoa).
- Lễ Vu Lan (rằm tháng 7) diễn ra ở các chùa.
- Lễ hội Kỳ Yên ở các đình chùa (mỗi làng, xã người Kinh, người Hoa thường có các đình, chùa) vào khoảng 3 ngày liên tiếp trong năm tùy vào nơi tổ chức. Lễ hội chính là cúng Diêu trì Phật mẫu và trình diễn cải lương, hò quảng hoặc hát bội.

Di tích

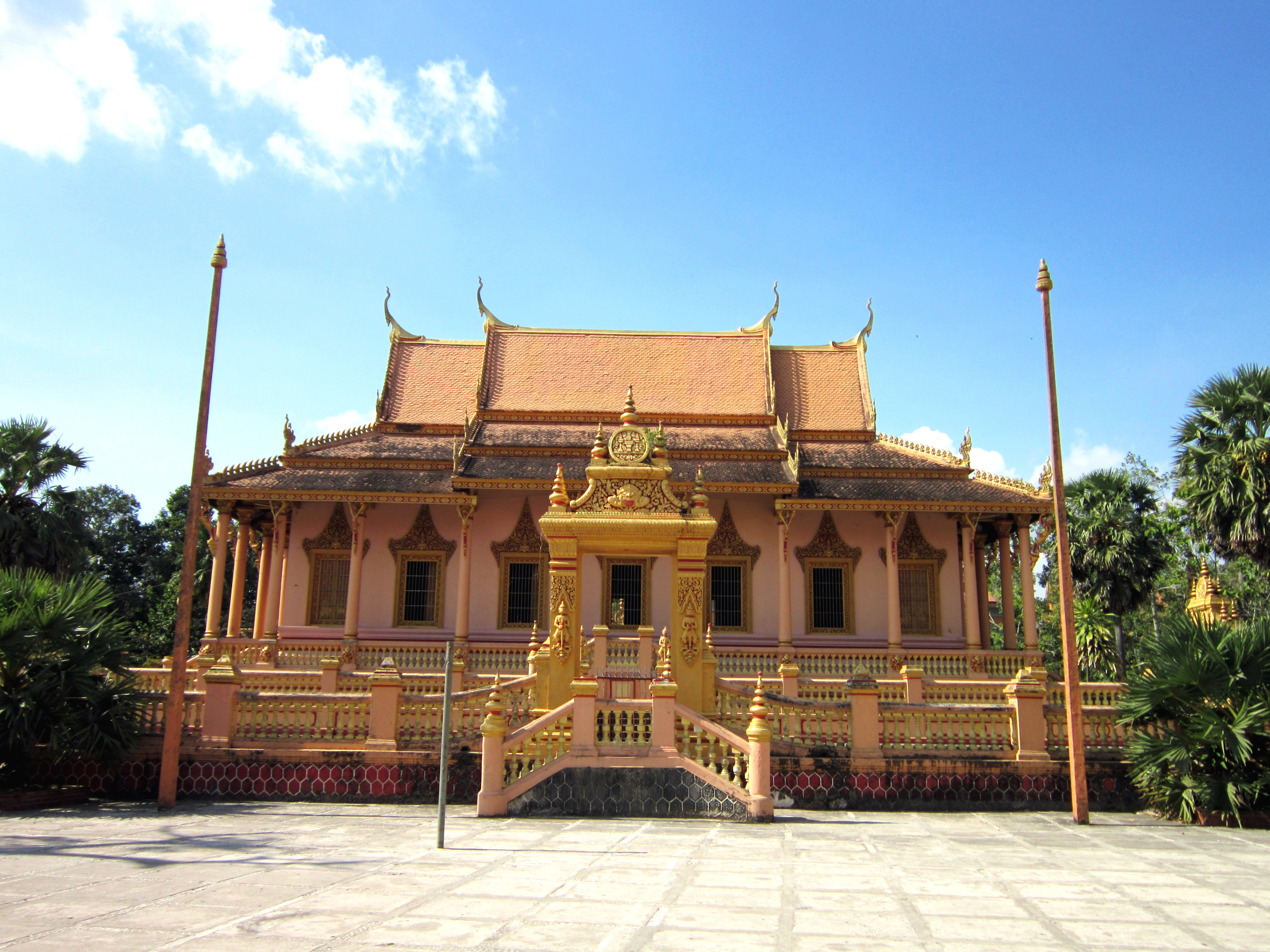
Chùa Khleang, thành phố Sóc Trăng

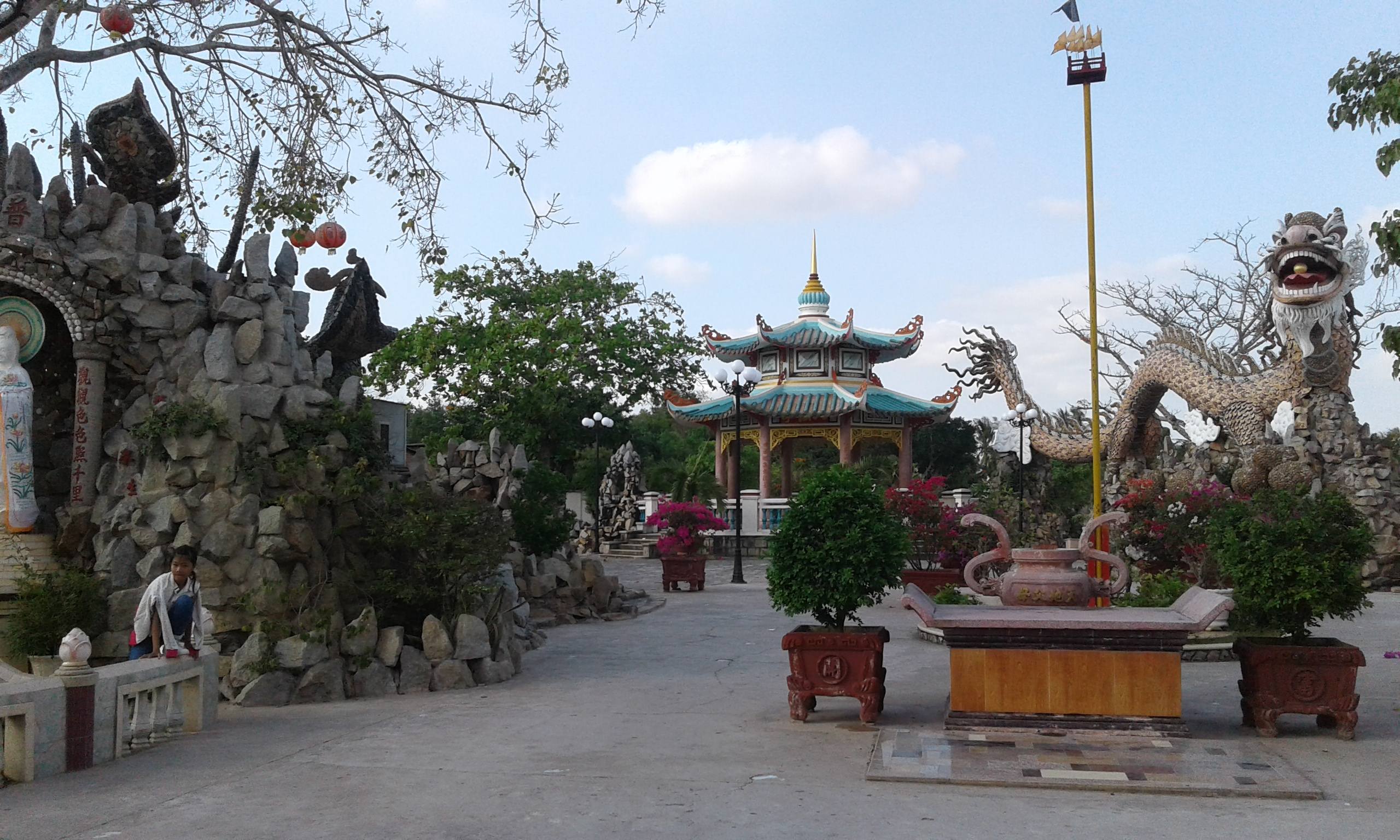
Chùa La Hán - phường 8

Đây là thành phố có nhiều chùa với khoảng 50 chùa trong tổng số hơn 200 chùa của tỉnh. Nổi bật nhất là Chùa Dơi (chùa Mã Tộc, Mahatup), Chùa Đất Sét (Bửu Sơn tự), Chùa Khléang, Chùa Sà Lôn (Chùa Chén kiểu), chùa La Hán, chùa Phật Học, Chùa Khánh Sơn, chùa Hương Sơn, chùa Som Rong,... Hằng năm, vào dịp lễ tết, khách hành hương thập phương đến với thành phố hàng ngàn người mỗi ngày.
Bửu Sơn tự (hay chùa Đất Sét): Đây là một am thờ đã qua nhiều đời của dòng tộc họ Ngô, có tất cả tượng Phật đến linh thú, bảo tháp, đỉnh trầm đều được làm từ đất sét. Phần lớn do ông Ngô Kim Tòng sáng tạo trong suốt 42 năm (1928-1970). Ngoài ra, trong chùa còn có 6 cây nến lớn hai cây nặng 200 kg hai cây nến nhỏ nặng 100 kg và ba cái đỉnh bằng đất mỗi cái cao 2m. Hai cây nến nhỏ đã đốt liên tục trong 40 năm kể từ năm 1970 khi ông Ngô Kim Tòng qua đời. Sáu cây nến lớn chưađốt, mỗi cây sẽ có thời gian cháy liên tục khoảng 70 năm.

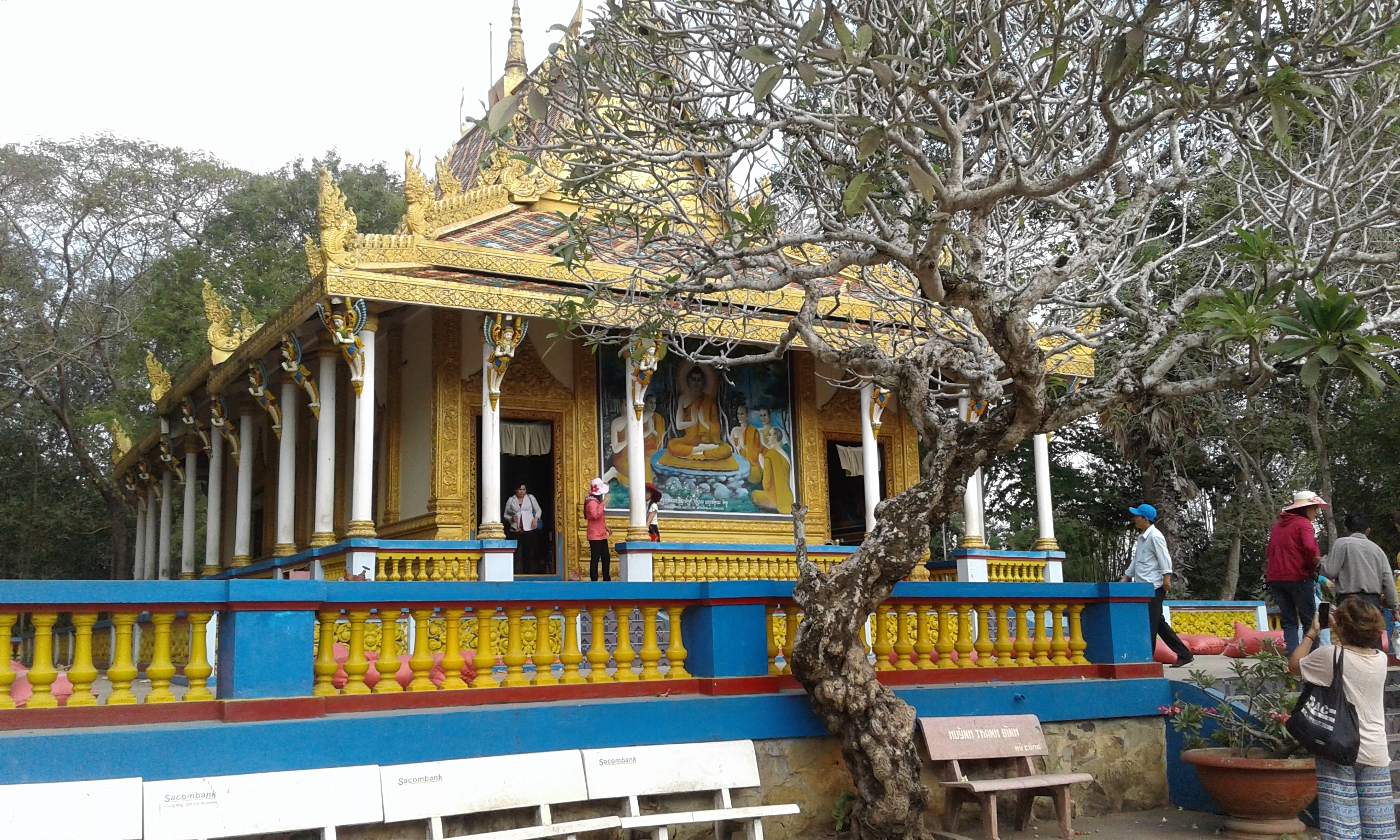
Chùa Dơi (Mahatup), phường 3

Chùa Mã Tộc (hay chùa Dơi): Chùa được xây dựng cách đây hơn 400 năm [31]. Chùa còn có tên là chùa Dơi vì ngôi chùa này từ lâu đã là nơi trú ẩn của khoảng 1 triệu con dơi[cần dẫn nguồn], phần lớn có sải cánh 1-1h, 2m, những con lớn nhất có sải cánh lên tới 1,5m. chúng treo mình trên những cành cây chung quanh chùa để ngủ suốt ngày, đến chiều tối mới bắt đầu lần lượt bay đi kiếm ăn ở những nơi khác.
Ẩm thực

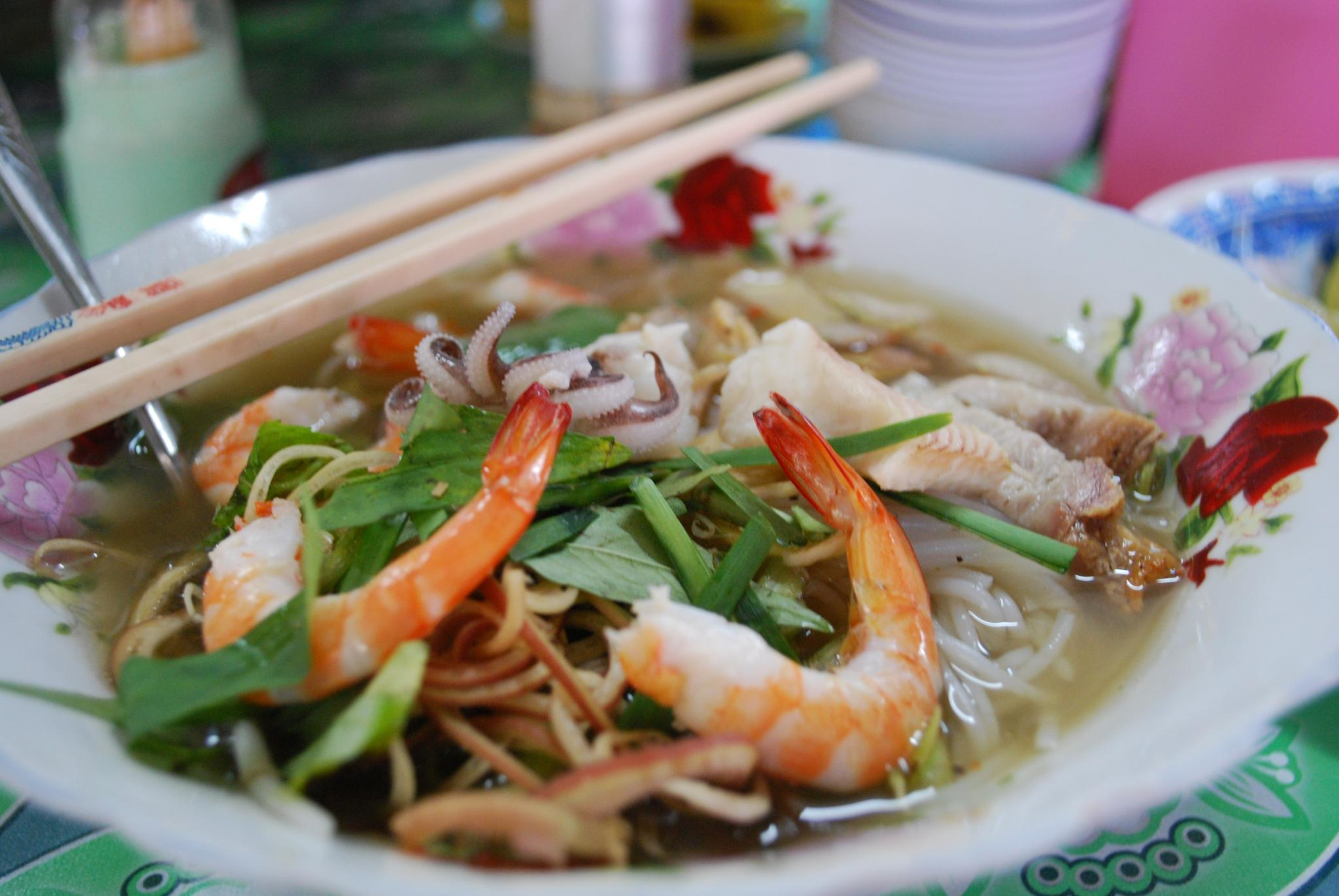
Bún nước lèo

TP. Sóc Trăng có nền văn hóa ẩm thực hết sức phong phú và đa dạng, trong đó có thể kể đến như:
- Bánh pía: Với nhiều thương hiệu như Tân Huê Viên, Công Lập Thành, Tân Hưng Lợi, Lập Hưng, Tân Hưng,...
- Lạp xưởng.
- Bánh phồng tôm.
- Bún nước lèo là đặc sản nổi tiếng của Sóc Trăng.
- Bánh cống Đại Tâm.

## Du lịch
Ngoài các ngôi chùa, nhà thờ, thành phố Sóc Trăng còn có những địa điểm tham quan:
- Hồ Nước Ngọt: khu công viên văn hóa này rộng khoảng 20 ha, trên đường Hùng Vương, thành phố Sóc Trăng. Bao gồm 2 hồ: hồ nhỏ còn được gọi là Hồ Tịnh Tâm từ những năm 60 theo nguyên bản Hồ Tịnh Tâm ở Đại hội Huế (vì ông tỉnh trưởng Ba Xuyên bấy giờ người Huế), hồ lớn được đào năm 1982 là công trình thủy lợi do hàng ngàn người dân Sóc Trăng đào thủ công. Năm 2000, trong nỗ lực tạo một sân chơi lành mạnh cho sinh hoạt giải trí của người dân đồng thời cũng làm cơ sở tổ chức các sự kiện quan trọng của địa phương, Ủy ban Nhân dân tỉnh Sóc Trăng đã cho thành lập Ban quản lý dự án Khu văn hóa Hồ Nước Ngọt, tiến hành nâng cấp cải tạo, xây bờ kè, tráng nhựa đường nội bộ, lắp đặt hệ thống chiếu sáng, xây dựng các trung tâm hội chợ, triển lãm,... và mở rộng diện tích đến 20 ha, biến nơi đây thành một địa chỉ văn hóa thực sự trong đời sống tinh thần của người dân địa phương. Hồ Nước Ngọt đã trở thành điểm đến thân quen của mọi người khi mỗi sáng nhiều bà con vào đây đi bộ, tập thể dục, lớp thanh, thiếu niên đến đây chơi thể thao, các em thiếu nhi đến đây giải trí sau giờ học với nhiều trò chơi hấp dẫn, người lao động đến đây để thư giản, hưởng chút không khí trong lành sau một ngày làm việc cật lực,... Hiện đang có đề án mở rộng khu công viên này và đào thêm hồ.[33]

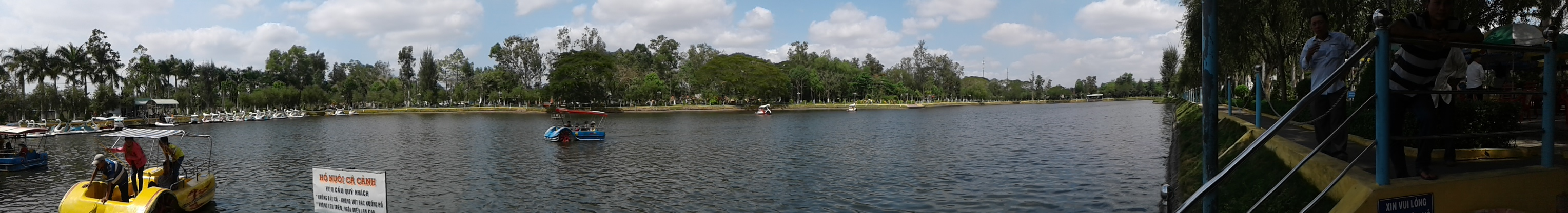
Khu công viên Hồ Nước Ngọt

- Công viên 30/4 (Công trường Giải Phóng).
- Công viên Bạch Đằng.
- Bảo tàng tỉnh Sóc Trăng.
- Phòng trưng bày văn hóa Khmer.
- Nhà văn hóa thiếu nhi (Cung thiếu nhi).

## Giao thông
Thành phố Sóc Trăng với một vị trí địa lý thuận lợi có thể đi lại hầu hết các tỉnh thành trong khu vực đồng bằng sông Cửu Long. Về mạng lưới đường ô tô có 129 km đường nội thành. Các tuyến đường lớn ở thành phố Sóc Trăng gồm các đường: Lê Lợi, Hai Bà Trưng, đường 30/4, Xô Viết Nghệ Tĩnh,... và các đại lộ: đại lộ Phú Lợi, đại lộ Trần Hưng Đạo và đại lộ Hùng Vương. Nằm ngay khu vực trung tâm thành phố nên đây là tuyến đường thường xuyên tổ chức các sự kiện tiêu biểu của thành phố. Ngoài ra còn các tuyến đường đi các huyện: Lê Hồng Phong, Phạm Hùng, Tôn Đức Thắng,...

### Các tuyến đường chính trên địa bàn
- Quốc lộ 1A (Võ Văn Kiệt)
- Quốc lộ 60
- Dương Minh Quan
- Hai Bà Trưng (Đường Giữa)
- Tôn Đức Thắng
- Xô Viết Nghệ Tĩnh
- Ngô Gia Tự
- Lê Lợi
- Hùng Vương
- Nguyễn Chí Thanh
- Phạm Hùng
- Điện Biên Phủ
- Lý Thường Kiệt
- Nguyễn Huệ
- 30 tháng 4
- Lê Hồng Phong
- Nguyễn Thị Minh Khai
- Mạc Đĩnh Chi
- Lê Duẩn
- Phú Lợi
- Nguyễn Văn Linh (Tân Sinh)
- Trương Công Định
- Nam Kỳ Khởi Nghĩa
- Nguyễn Trung Trực (Lộ 1)
- Trần Bình Trọng (Lộ 2)
- Phạm Ngũ Lão
- Nguyễn Trãi
- Dương Kỳ Hiệp
- Dương Minh Quang
- Đoàn Thị Điểm
- Sương Nguyệt Ánh

### Các con đường đổi tên sau năm 1975
- Đường Nguyễn Du nay là đường Trần Hưng Đạo
- Đường Sóc Trăng - Đại Ngãi nay là đường Tôn Đức Thắng
- Đường Lê Văn Duyệt nay là đường Nguyễn Chí Thanh
- Đường Tôn Thất Đạm nay là đường Ngô Gia Tự
- Đường Nguyễn Tri Phương nay là đường Điện Biên Phủ
- Đường Lý Thái Tổ nay là đường Lai Văn Tửng
- Đường Tự Đức nay là đường Nguyễn Văn Hữu
- Đường Gia Long nay là đường Nguyễn Hùng Phước
- Đường Trần Hưng Đạo nay là đường Hồ Minh Luân
- Đường Minh Mạng nay là đường Xô Viết Nghệ Tĩnh
- Đường Thành Thái nay là đường Đề Thám
- Đường Quang Trung nay là đường Nguyễn Huệ
- Đường Nguyễn Bỉnh Khiêm nay là đường 30 tháng 4
- Đường Phùng Khắc Khoan nay là đường Nguyễn Văn Thêm
- Đường Yersin nay là đường Nguyễn Thị Minh Khai
- Đường Phan Thanh Giản nay là đường Pasteur
- Đại lộ Trưng Vương nay là đường Hai Bà Trưng
- Đường Nguyễn Huỳnh Đức nay là đường Nguyễn Văn Trỗi
- Đường Đoàn Thị Điểm nay là đường Trần Minh Phú
- Đường Lê Lợi và Nguyễn Du nay là quảng trường Bạch Đằng
- Đường Nguyễn Công Trứ nay là đường Nguyễn Trung Trực
- Đường Triệu Ẩu nay là đường Bà Triệu
- Đường Triệu Quang Phục nay là đường Hồ Hoàng Kiếm
- Đường Tô Hiến Thành nay là đường Trần Văn Sắc
- Đường Thủ tướng Thinh nay là đường Trần Phú
- Đường Châu Văn Tiếp nay là đường Trần Quang Diệu
- Đường Thái Lập Thành nay là đường 3 tháng 2
- Đường Công Lý nay là đường Đồng Khởi
- Đường Pasteur nay là đường Nguyễn Du
- Đường Sơn Điệp nay là đường Mai Thanh Thế
- Đường Nguyễn Tấn Đức nay là đường Đặng Văn Viễn
- Đường Pétrus Ký nay là đường Lê Vĩnh Hòa
- Đường Nguyễn Hữu Tiến nay là đường Thủ Khoa Huân
- Đường Đỗ Hữu Vị nay là đường Lê Lai
- Đường làng số 6 nay là đường Phạm Hùng.

## Hình ảnh

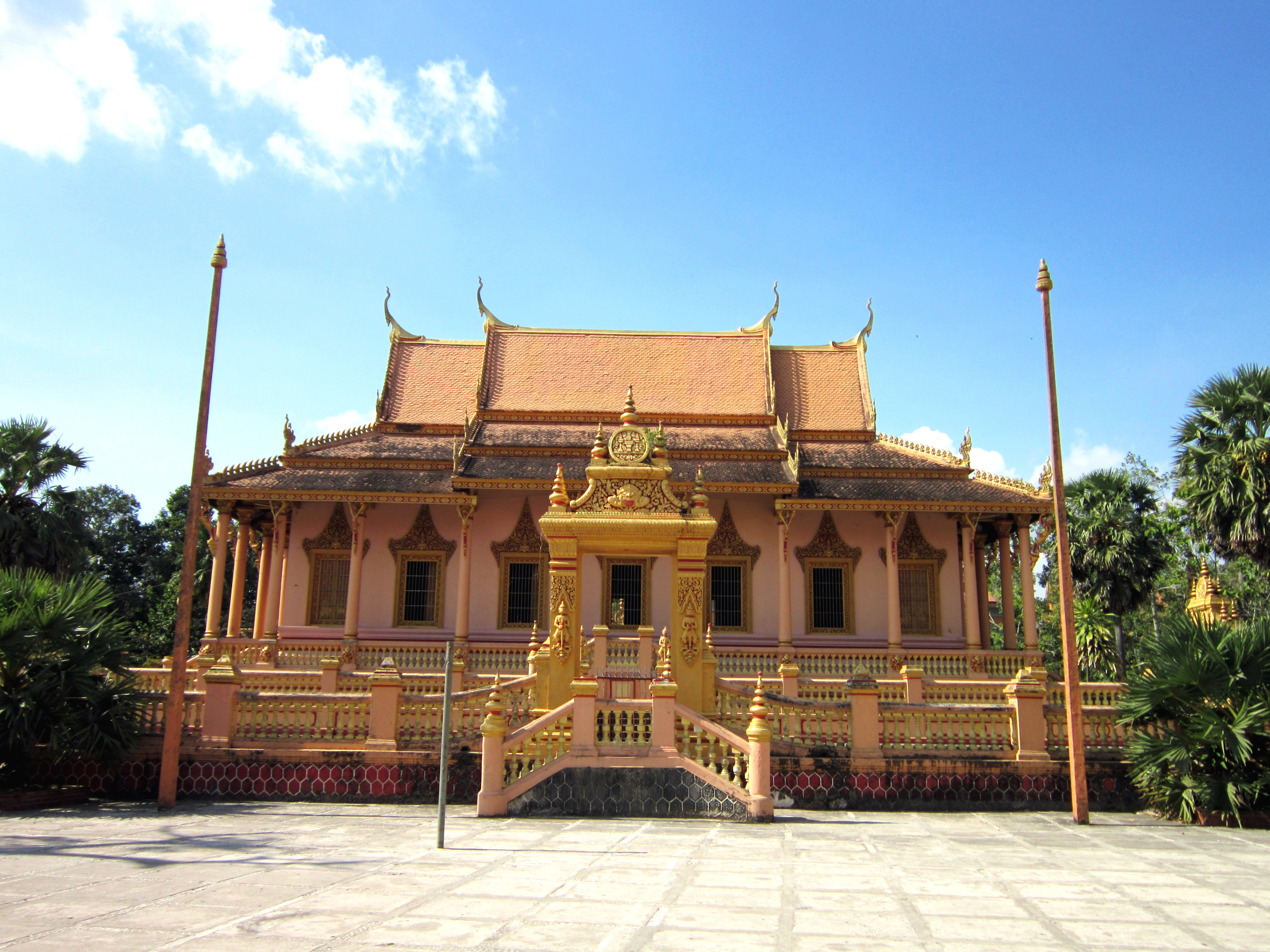
Chùa Khleang ở TP. Sóc Trăng
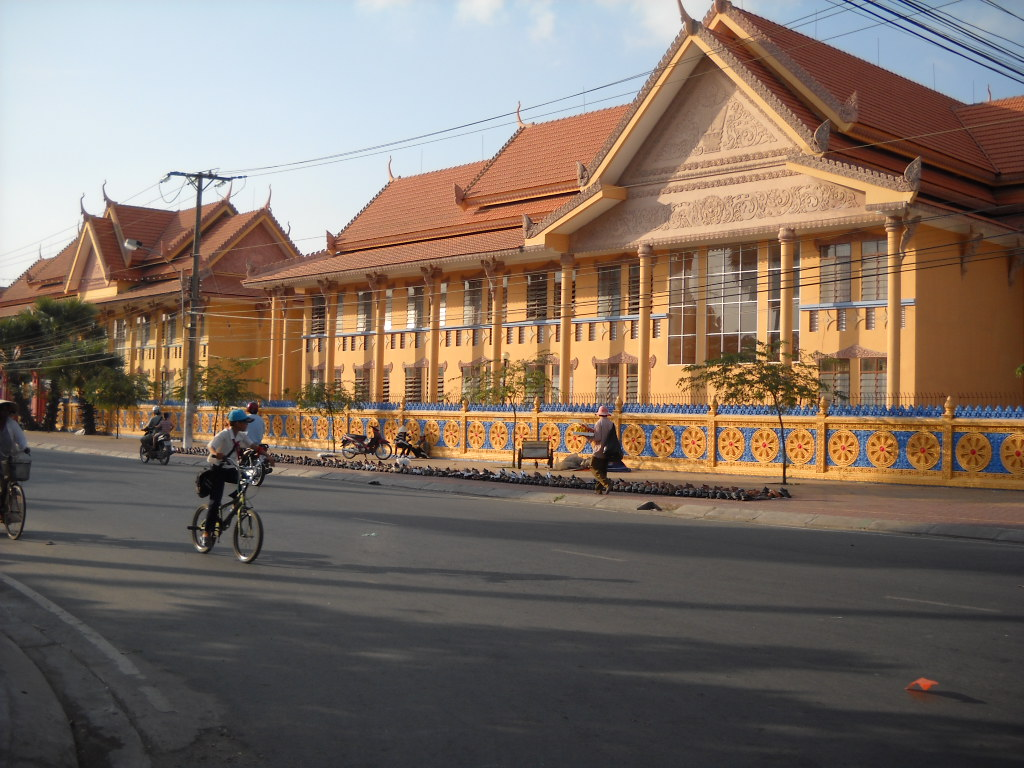
Tu viện Phật giáo tiểu thừa, Sóc Trăng
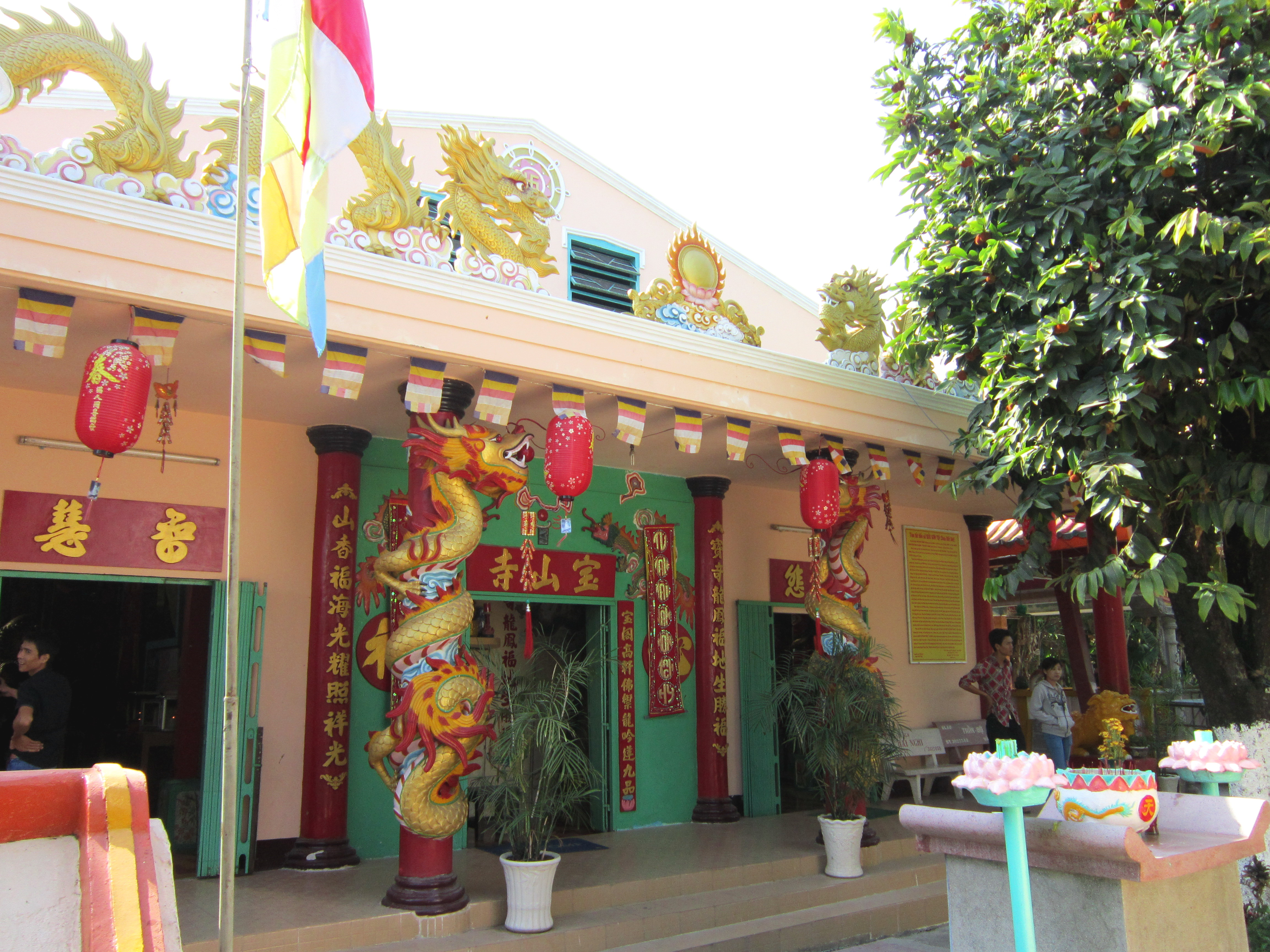
Bửu Sơn tự (tục gọi là chùa Đất Sét) ở TP. Sóc Trăng
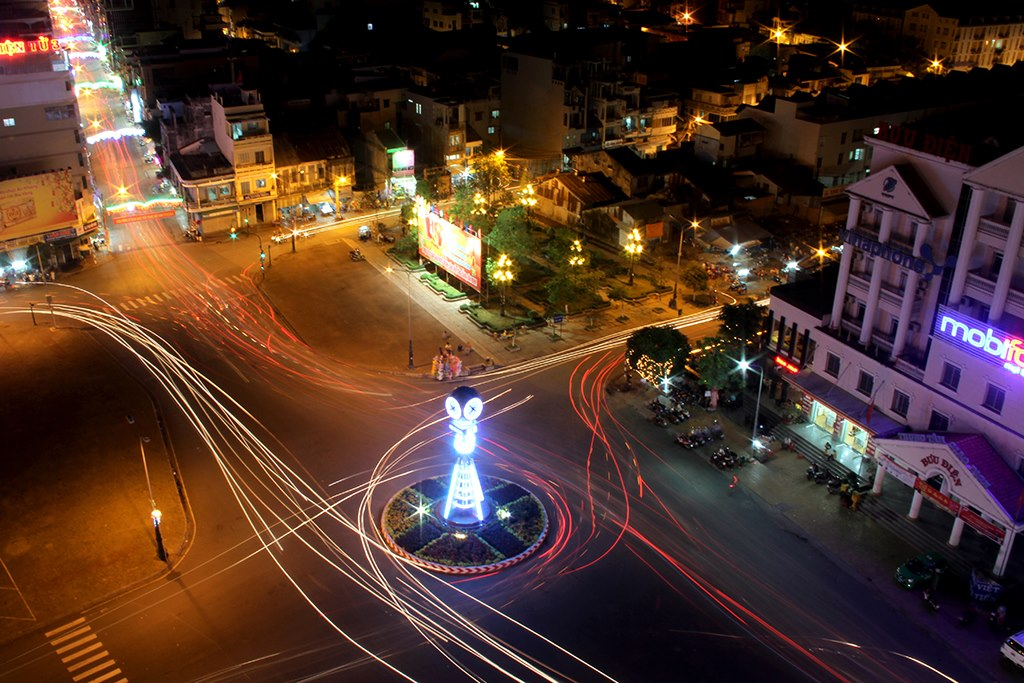
Ngã tư cạnh bưu điện tỉnh Sóc Trăng về đêm
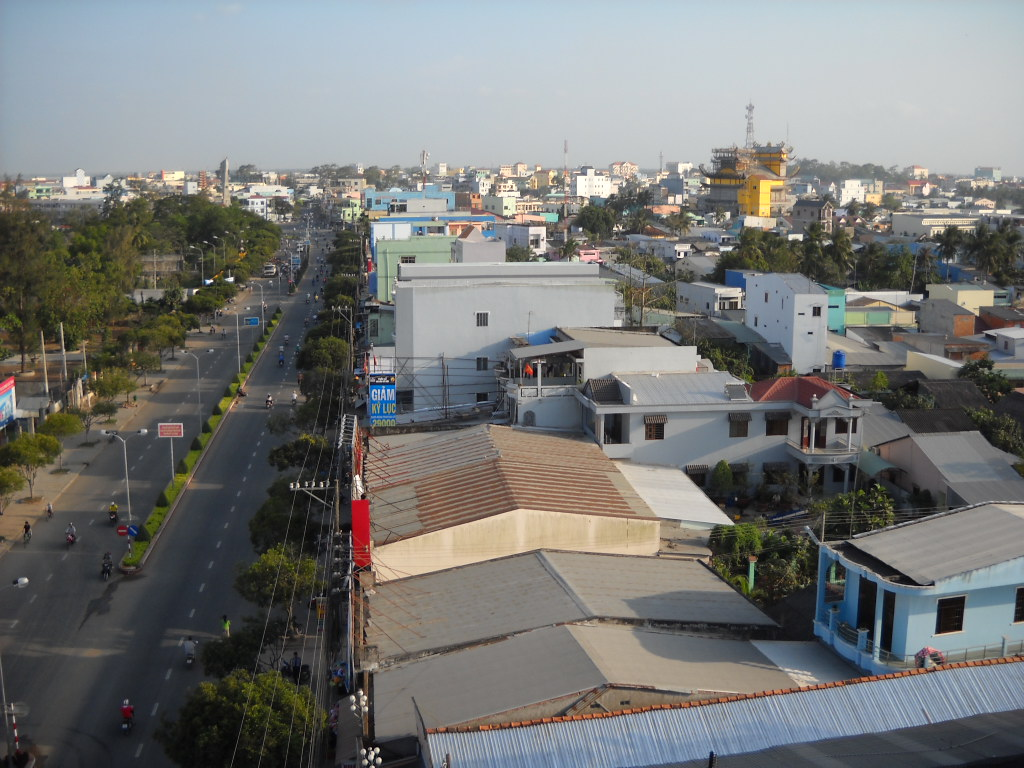
Một góc TP.Sóc Trăng
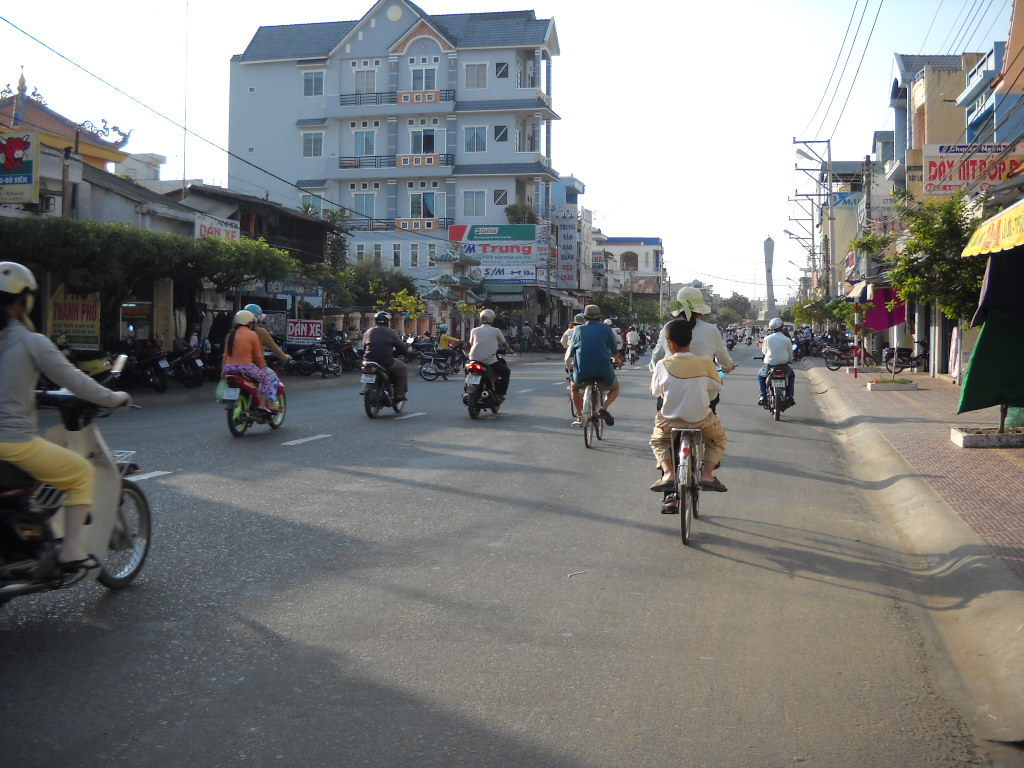
Đường phố ở TP.Sóc Trăng
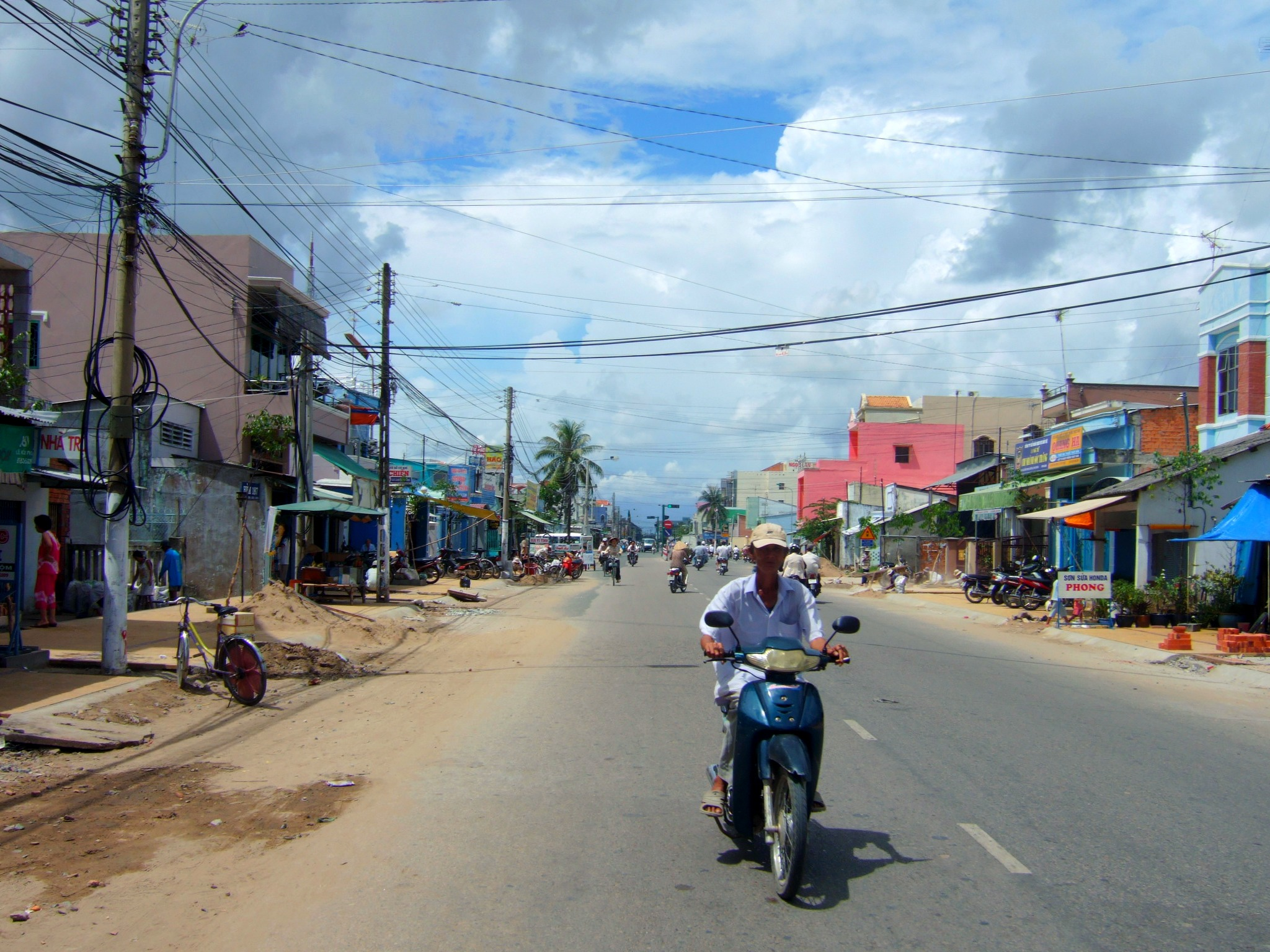
Đường phố Sóc Trăng